# Ben Vorlich
Ben Vorlich (gael. Beinn Mhùrlaig, wym. [peɲ ˈvuːrˠlˠ̪ɛkʲ]ⓘ) – szczyt w Alpach Cowal i Arrochar, w Grampianach Zachodnich. Leży w Szkocji, w regionie Argyll and Bute. 